# HD 54912
HD 54912 è una stella bianco-azzurra nella sequenza principale di magnitudine 5,69 situata nella costellazione del Cane Maggiore. Dista 1832 anni luce dal sistema solare.

## Osservazione
Si tratta di una stella situata nell'emisfero celeste australe; grazie alla sua posizione non fortemente australe, può essere osservata dalla gran parte delle regioni della Terra, sebbene gli osservatori dell'emisfero sud siano più avvantaggiati. Nei pressi dell'Antartide appare circumpolare, mentre resta sempre invisibile solo in prossimità del circolo polare artico. La sua magnitudine pari a 5,7 la pone al limite della visibilità ad occhio nudo, pertanto per essere osservata senza l'ausilio di strumenti occorre un cielo limpido e possibilmente senza Luna.
Il periodo migliore per la sua osservazione nel cielo serale ricade nei mesi compresi fra dicembre e maggio; da entrambi gli emisferi il periodo di visibilità rimane indicativamente lo stesso, grazie alla posizione della stella non lontana dall'equatore celeste.

## Caratteristiche fisiche
Si tratta di una stella multipla con le due componenti che sono a stretto contatto e che formano una variabile Beta Lyrae, con la luminosità che cala di 0,03 magnitudini in un periodo di 3,3 giorni, che anche il periodo orbitale delle due stelle. Un'altra stella, di magnitudine 13,0, è separata dalla coppia principale di 10,6 secondi d'arco e con angolo di posizione di 133 gradi.
Possiede una magnitudine assoluta di -3,06 e la sua velocità radiale positiva indica che la stella si sta allontanando dal sistema solare.